# Ambroise Dubois

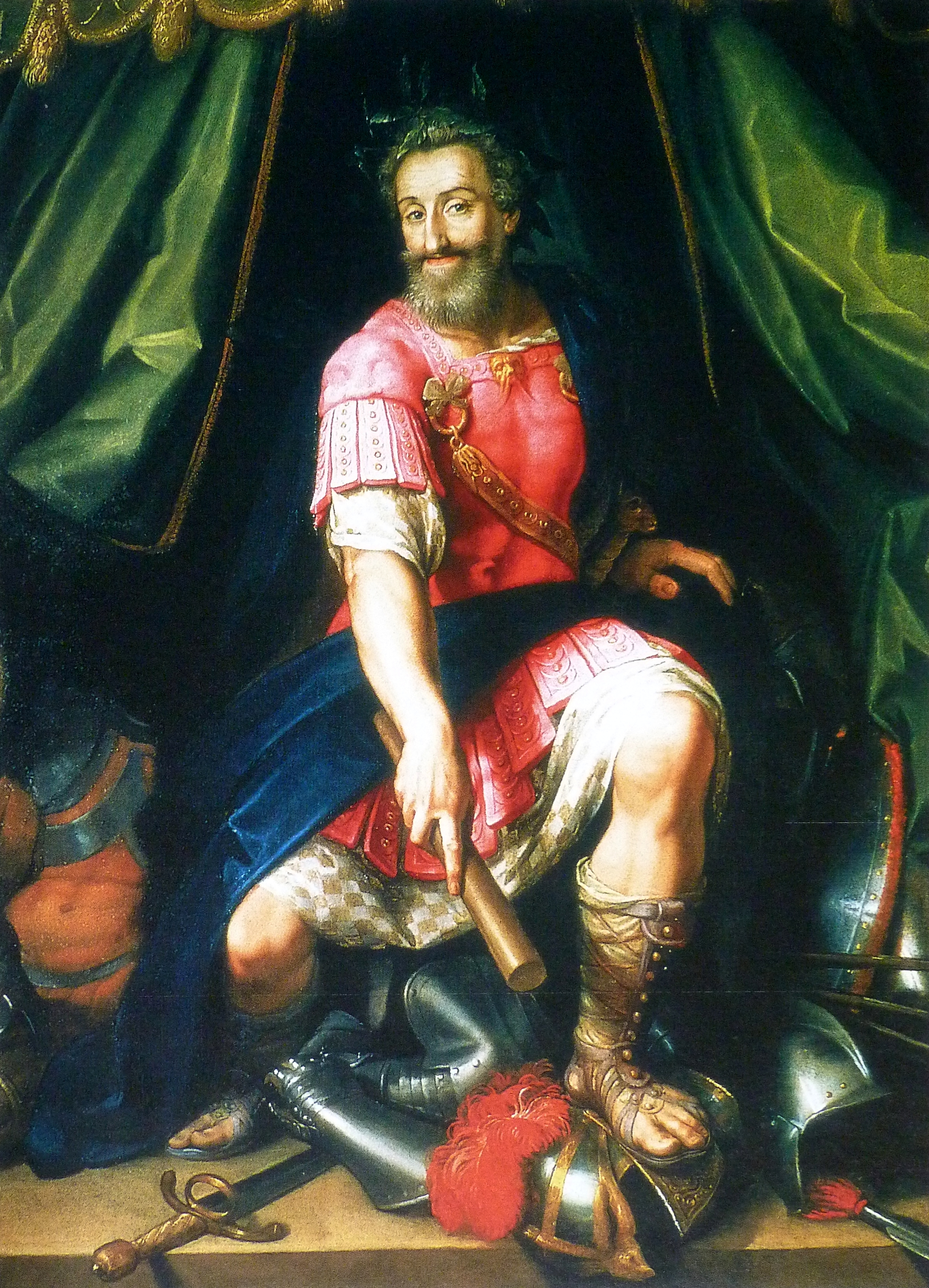
Ambroise Dubois, Hendrik IV van Frankrijk, 1601

Ambrosius Bosschaert, in het Frans Ambroise Dubois (Antwerpen, rond 1543 - Fontainebleau, 1614 of 1615) was een Frans schilder van Zuid-Nederlandse origine. Hij behoorde tot de Tweede School van Fontainebleau, waar hij beïnvloed werd door de Italiaanse kunstschilders Niccolò dell'Abbate en Francesco Primaticcio.
Wanneer hij precies naar Frankrijk uitweek is onzeker; zeker is dat hij het grootste deel van zijn loopbaan werkte aan het interieur van het kasteel van Fontainebleau nabij Parijs.

## Lijst van werken
- Le combat de Tancrède et Clorinde, rond 1601, Kasteel van Fontainebleau
- Tancrède et Clorinde à la fontaine, rond 1601, Kasteel van Fontainebleau
- Tancrède devant les murs de Jérusalem, rond 1601, Kasteel van Fontainebleau
- L'assaut de Jérusalem, rond 1601, Kasteel van Fontainebleau
- Clorinde devant Aladin, rond 1601, Kasteel van Fontainebleau
- Le baptême de Clorinde, rond 1601, Kasteel van Fontainebleau
- Allégorie du dauphin, futur Louis XIII, Kasteel van Fontainebleau
- Le cortège des Théssaliens, rond 1608, Kasteel van Fontainebleau
- Théagène reçoit le flambeau des mains de Chariclée, rond 1608, Kasteel van Fontainebleau
- Le Sacrifice, rond 1608, Kasteel van Fontainebleau
- Le songe de Calasiris, rond 1608, Kasteel van Fontainebleau
- Le médecin Acestinus visite Chariclée, rond 1608, Kasteel van Fontainebleau
- Calasiris vient voir Chariclée, rond 1608, Kasteel van Fontainebleau
- Enlèvement de Chariclée par Théagène, rond 1608, Kasteel van Fontainebleau
- Embarquement de Théagène et Chariclée pour l'Egypte, rond 1608, Kasteel van Fontainebleau
- Chariclée enlevée par Trachin, rond 1608, Kasteel van Fontainebleau
- Théagène et Chariclée épiés par des voleurs, rond 1608, Kasteel van Fontainebleau
- Théagène et Chariclée dans une grotte, rond 1608, Kasteel van Fontainebleau
- La Résurection (fragment), rond 1612, Kasteel van Fontainebleau
- Flore, Kasteel van Fontainebleau
- Allégorie du mariage de Henri IV et de Marie de Médicis, Kasteel van Fontainebleau
- Allégorie de la peinture et de la sculpture, Kasteel van Fontainebleau
- La toilette de Psyché, Kasteel van Fontainebleau
- Théagène reçoit le flambeau des mains de Chariclée, Louvre
- Embarquement de Chariclée (tekening), Bibliothèque nationale de France
- L'Église militante et triomphante (tekening), Louvre
- Gabrielle d'Estrées en Diane chasseresse, Château de Chenonceau

- Bibliothèque nationale de France: cb14973118s (data)
- Biografisch Portaal: 69851926
- Gemeinsame Normdatei: 122123395
- International Standard Name Identifier: 0000 0000 6664 1266
- KulturNav: dfc3f0f2-7822-4287-9764-34595ebe0754
- Library of Congress Control Number: nr2002043800
- RKD-Nederlands Instituut voor Kunstgeschiedenis: 24428
- Système universitaire de documentation: 081181205
- Union List of Artist Names: 500004063
- Virtual International Authority File: 74125513
- WorldCat: E39PBJr844wcKY3vkgf7qMHt8C